# Jan H. Mol
Jan H. Mol, né le 24 novembre 1958, est un ichtyologiste néerlandais travaillant au Suriname, professeur à l'Université du Suriname Anton-de-Kom.

## Biographie

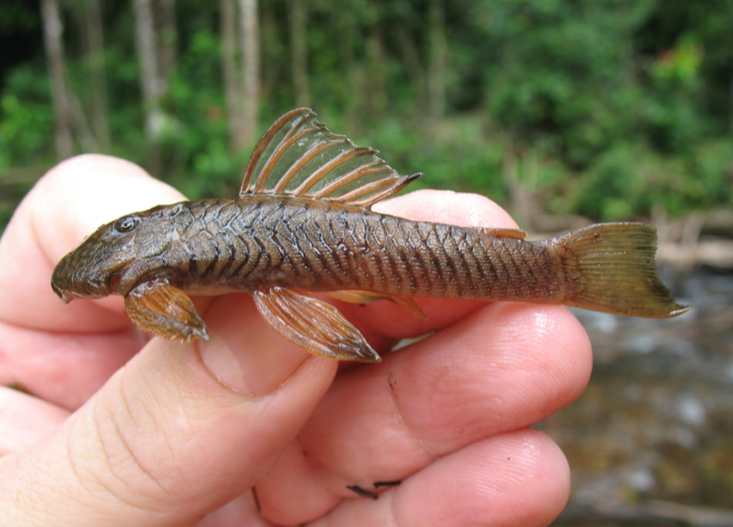
Guyanancistrus nassauensis Fisch-Muller, Mol & Covain, 2018, ici un individu du Maroni surinamais photographié par l'ichtyologiste Jonathan W. Armbruster..

Jan Mol obtient son doctorat à l'université de Wageningen en 1995. Il est professeur d'écologie aquatique et s'intéresse principalement aux nombreux poissons d'eau douce présents dans le pays et aux effets de l'exploitation minière sur l'écologie des rivières du pays. Il effectue des recherches sur les poissons du Suriname depuis 1987 et a écrit un livre répertoriant les poissons d'eau douce présents dans ce pays, qui présentent un fort taux d'endémisme.
En 2007, il publie une étude sur la diversité fortement réduite des poissons d'eau douce dans le réservoir de Brokopondo. En 2011, il travaille dans les monts Nassau en raison des préoccupations liées à l'exploitation de la bauxite qui cause des dommages environnementaux majeurs dans cette région également, et en 2019, il cosigne une étude sur ces monts. En 2019, il cosigne une étude dans Nature Communications sur la diversité cachée des espèces d'anguilles électriques.